# ASB Classic 2020
ASB Classic 2020 byl společně hraný tenisový turnaj mužského okruhu ATP Tour a ženského okruhu WTA Tour, konaný na dvorcích s tvrdým povrchem GreenSet v areálu ASB Tennis Centre. Probíhal mezi 6.  až 18. lednem 2020 v největším novozélandském městě Aucklandu jako čtyřicátý čtvrtý ročník mužské části turnaje a třicátý pátý ročník ženské poloviny.
Mužská polovina se řadila do kategorie ATP Tour 250 a její dotace činila 610 010 amerických dolarů. Ženská část s rozpočtem 275 000 dolarů byla součástí kategorie WTA International. Nejvýše nasazeným tenistou ve dvouhře se stal dvanáctý hráč světa Fabio Fognini z Itálie.  Mezi ženami roli jedničky opět plnila desátá žena žebříčku Serena Williamsová ze Spojených států. Jako poslední přímí účastníci do dvouher nastoupili 72. tenista klasifikace Ital Andreas Seppi a v ženské soutěži 92. hráčka žebříčku Ukrajinka Kateryna Kozlovová.
Premiérovou trofej na okruhu ATP Tour získal 21letý Ugo Humbert, jenž se stal prvním francouzským šampionem od založení ASB Classc v roce 1956. Sedmdesátý třetí singlový titul na okruhu WTA Tour a první po narození dcery vybojovala 38letá Američanka Serena Williamsová, která tak ukončila šňůru pěti finálových porážek.
První společnou trofej z mužské čtyřhry ATP si odvezla britsko-japonská dvojice Luke Bambridge a Ben McLachlan. Vítězkami v ženském deblu se staly Američanky Asia Muhammadová s Taylor Townsendovou, které na túře WTA vyhrály první trofej.

## Rozdělení bodů a finančních odměn

### Rozdělení bodů
| Soutěž       | vítězové | finalisté | semifinalisté | čtvrtfinalisté | 16 v kole | 32 v kole | Q  | Q3 | Q2 | Q1 |
| ------------ | -------- | --------- | ------------- | -------------- | --------- | --------- | -- | -- | -- | -- |
| dvouhra mužů | 250      | 150       | 90            | 45             | 20        | 0         | 12 | —  | 6  | 0  |
| čtyřhra mužů | 250      | 150       | 90            | 45             | 0         | —         | —  | —  | —  | —  |
| dvouhra žen  | 280      | 180       | 110           | 60             | 30        | 1         | 18 | 14 | 10 | 1  |
| čtyřhra žen  | 280      | 180       | 110           | 60             | 1         | —         | —  | —  | —  | —  |

### Finanční odměny
| Soutěž                              | vítězové | finalisté | semifinalisté | čtvrtfinalisté | 16 v kole | 32 v kole | Q3      | Q2      | Q1    |
| ----------------------------------- | -------- | --------- | ------------- | -------------- | --------- | --------- | ------- | ------- | ----- |
| dvouhra mužů                        | 91 625 $ | 50 710 $  | 28 540 $      | 16 250 $       | 9 320 $   | 5 450 $   | 2 665 $ | 1 385 $ | —     |
| čtyřhra mužů                        | 30 900 $ | 15 840 $  | 8 580 $       | 4 910 $        | 2 880 $   | —         | —       | —       | —     |
| dvouhra žen                         | 43 000 $ | 21 410 $  | 11 400 $      | 6 100 $        | 3 570 $   | 2 300 $   | 1 080 $ | 940 $   | 800 $ |
| čtyřhra žen                         | 13 580 $ | 7 200 $   | 4 000 $       | 2 300 $        | 1 520 $   | —         | —       | —       | —     |
| ve čtyřhře je uvedena částka na pár |          |           |               |                |           |           |         |         |       |

## Dvouhra mužů

### Nasazení
| Stát                         | Hráč             | ATP | Nasazení |
| ---------------------------- | ---------------- | --- | -------- |
| Itálie                       | Fabio Fognini    | 12. | 1.       |
| Kanada                       | Denis Shapovalov | 14. | 2.       |
| Rusko                        | Karen Chačanov   | 17. | 3.       |
| USA                          | John Isner       | 19. | 4.       |
| Francie                      | Benoît Paire     | 24. | 5.       |
| Polsko                       | Hubert Hurkacz   | 37. | 6.       |
| Francie                      | Adrian Mannarino | 43. | 7.       |
| Moldavsko                    | Radu Albot       | 46. | 8.       |
| Žebříček ATP k 6. lednu 2020 |                  |     |          |

### Jiné formy účasti
Následující hráči obdrželi divokou kartu do hlavní soutěže:
- Alejandro Davidovich Fokina
- Jannik Sinner
- Michael Venus

Následující hráči postoupili z kvalifikace:
- Michael Mmoh
- Thiago Monteiro
- Vasek Pospisil
- Mikael Ymer

Následující hráč postoupil z kvalifikace jako tzv. šťaatný poražený:
- Leonardo Mayer

### Odhlášení
před zahájením turnaje
- Radu Albot → nahradil jej  Leonardo Mayer
- Daniil Medveděv → nahradil jej  Tennys Sandgren

## Mužská čtyřhra

### Nasazení
| Stát                                                                                  | Hráč            | Stát        | Hráč           | WTA | Nasazení |
| ------------------------------------------------------------------------------------- | --------------- | ----------- | -------------- | --- | -------- |
| Austrálie                                                                             | John Peers      | Nový Zéland | Michael Venus  | 35. | 1.       |
| Chorvatsko                                                                            | Mate Pavić      | Brazílie    | Bruno Soares   | 38. | 2.       |
| Indie                                                                                 | Rohan Bopanna   | Finsko      | Henri Kontinen | 58. | 3.       |
| USA                                                                                   | Austin Krajicek | Chorvatsko  | Franko Škugor  | 76. | 4.       |
| Žebříček ATP k 6. lednu 2020; číslo je součtem žebříčkového postavení obou členů páru |                 |             |                |     |          |

### Jiné formy účasti
Následující páry obdržely divokou kartu do hlavní soutěže:
- Mackenzie McDonald /  Ajeet Rai
- Cameron Norrie /  Rhett Purcell

## Ženská dvouhra

### Nasazení
| Stát                             | Hráčka                 | WTA | Nasazení |
| -------------------------------- | ---------------------- | --- | -------- |
| USA                              | Serena Williamsová     | 10. | 1.       |
| Chorvatsko                       | Petra Martićová        | 15. | 2.       |
| USA                              | Amanda Anisimovová     | 24. | 3.       |
| Německo                          | Julia Görgesová        | 28. | 4.       |
| Dánsko                           | Caroline Wozniacká     | 38. | 5.       |
| Švédsko                          | Rebecca Petersonová    | 44. | 6.       |
| Lotyšsko                         | Jeļena Ostapenková     | 45. | 7.       |
| Francie                          | Caroline Garciaová     | 46. | 8.       |
| Belgie                           | Alison Van Uytvancková | 47. | 9.       |
| Žebříček WTA k 30. prosinci 2019 |                        |     |          |

### Jiné formy účasti
Následující hráčky obdržely divokou kartu do hlavní soutěže:
- Eugenie Bouchardová[11]
- Paige Houriganová[12]
- Valentina Ivanovová[13]

Následující hráčka nastoupila do hlavní soutěže pod žebříčkovou ochranou:
- Catherine Bellisová[14]

Následující hráčky si zajistily postup do hlavní soutěže v kvalifikaci:
- Camila Giorgiová
- Varvara Lepčenková
- Ann Liová
- Greet Minnenová

Následující hráčky postoupily z kvalifikace jako tzv. šťastné poražené:
- Usue Maitane Arconadová
- Ysaline Bonaventureová
- Caty McNallyová

### Odhlášední
před zahájením turnaje
- Bianca Andreescuová[15] → nahradila ji  Christina McHaleová[zdroj?]
- Světlana Kuzněcovová → nahradila ji  Usue Maitane Arconadová
- Jeļena Ostapenková → nahradila ji  Ysaline Bonaventureová
- Mónica Puigová → nahradila ji  Jessica Pegulaová[16]
- Alison Van Uytvancková → nahradila ji  Caty McNallyová

### Skrečování
- Alizé Cornetová[1]

## Ženská čtyřhra

### Nasazení
| Stát                                                                         | Hráčka               | Stát    | Hráčka             | WTA  | Nasazení |
| ---------------------------------------------------------------------------- | -------------------- | ------- | ------------------ | ---- | -------- |
| USA                                                                          | Caroline Dolehideová | Švédsko | Johanna Larssonová | 95.  | 1.       |
| Španělsko                                                                    | Lara Arruabarrenová  | Česko   | Renata Voráčová    | 105. | 2.       |
| USA                                                                          | Desirae Krawczyková  | Německo | Laura Siegemundová | 121. | 3.       |
| USA                                                                          | Kaitlyn Christianová | Chile   | Alexa Guarachiová  | 126. | 4.       |
| Žebříček WTA k 30. prosinci 2019; číslo je součtem umístění obou členek páru |                      |         |                    |      |          |

### Jiné formy účasti
Následující páry obdržely divokou kartu do hlavní soutěže:
- Sara Erraniová /  Paige Houriganová
- Allie Kiicková /  Erin Routliffeová

### Skrečování
- Laura Siegemundová

## Přehled finále

### Mužská dvouhra
- Ugo Humbert vs.  Benoît Paire, 7–6(7–2), 3–6, 7–6(7–5)

### Ženská dvouhra
- Serena Williamsová vs.  Jessica Pegulaová, 6–3, 6–4

### Mužská čtyřhra
- Luke Bambridge /  Ben McLachlan vs.  Marcus Daniell /  Philipp Oswald, 7–6(7–2), 6–3

### Ženská čtyřhra
- Asia Muhammadová /  Taylor Townsendová vs.  Serena Williamsová /  Caroline Wozniacká, 6–4, 6–4